# 166 Dywizja Strzelecka (ZSRR)
166 Dywizja Strzelecka (ros. 166-я стрелковая дивизия) – związek taktyczny (dywizja) Armii Czerwonej.
Sformowana w 1942, w związku z II wojną światową. Walczyła pod Diemiańskiem, Biełgorodem, wyzwalała Witebsk i Rygę. Wojnę zakończyła na Łotwie.